# Premi Goya 1997
La cerimonia di premiazione dell'11ª edizione dei Premi Goya si è svolta il 25 gennaio 1997 al Palacio de Congresos di Madrid.

## Vincitori e candidati
I vincitori sono indicati in grassetto, a seguire gli altri candidati.

### Miglior film
- Tesis, regia di Alejandro Amenábar
- Bwana, regia di Imanol Uribe
- Il cane dell'ortolano (El perro del hortelano), regia di Pilar Miró

### Miglior regista
- Pilar Miró - Il cane dell'ortolano (El perro del hortelano)
- Imanol Uribe - Bwana
- Julio Medem - Tierra

### Miglior attore protagonista
- Santiago Ramos - Como un relámpago
- Antonio Banderas - Two Much - Uno di troppo (Two Much)
- Carmelo Gómez - Il cane dell'ortolano (El perro del hortelano)

### Migliore attrice protagonista
- Emma Suárez - Il cane dell'ortolano (El perro del hortelano)
- Concha Velasco - Más allá del jardín
- Ana Torrent - Tesis

### Miglior attore non protagonista
- Luis Cuenca - La buena vida
- Jordi Mollà - La Celestina
- Mancho Novo - La Celestina

### Migliore attrice non protagonista
- Mary Carrillo - Más allá del jardín
- Loles León - Libertarias
- Maribel Verdú - La Celestina

### Miglior attore rivelazione
- Fele Martínez - Tesis
- Emilio Buale - Bwana
- Liberto Rabal - Tranvía a la Malvarrosa

### Migliore attrice rivelazione
- Íngrid Rubio - Más allá del jardín
- Lucía Jiménez - La buena vida
- Silke - Tierra

### Miglior regista esordiente
- Alejandro Amenábar - Tesis
- David Trueba - La buena vida
- Alfonso Albacete, Miguel Bardem e David Menkes - Más que amor, frenesí

### Miglior sceneggiatura originale
- Alejandro Amenábar - Tesis
- David Trueba - La buena vida
- Isabel Coixet - Le cose che non ti ho mai detto (Cosas que nunca te dije)

### Miglior sceneggiatura non originale
- Pilar Miró e Rafael Pérez Sierra - Il cane dell'ortolano (El perro del hortelano)
- Mario Camus - Más allá del jardín
- Rafael Azcona e José Luis García Sánchez - Tranvía a la Malvarrosa

### Miglior produzione
- Emiliano Otegui - Tesis
- Carmen Martínez - Más allá del jardín
- Luis Gutiérrez - Libertarias

### Miglior fotografia
- Javier Aguirresarobe - Il cane dell'ortolano (El perro del hortelano)
- José Luis López-Linares - La Celestina
- José Luis Alcaine - Tranvía a la Malvarrosa

### Miglior montaggio
- María Elena Sáinz de Rozas - Tesis
- Pablo del Amo - Il cane dell'ortolano (El perro del hortelano)
- Pablo Blanco e Fidel Collados - Asaltar los cielos

### Miglior colonna sonora
- Alberto Iglesias - Tierra
- José Nieto - Il cane dell'ortolano (El perro del hortelano)
- Ángel Illarramendi - El último viaje de Robert Rylands

### Miglior scenografia
- Félix Murcia - Il cane dell'ortolano (El perro del hortelano)
- Ana Alvargonzález - La Celestina
- Pierre Louis Thevenet - Tranvía a la Malvarrosa

### Migliori costumi
- Pedro Moreno - Il cane dell'ortolano (El perro del hortelano)
- Sonia Grande e Gerardo Vera - La Celestina
- Javier Artiñano - Libertarias

### Miglior trucco e acconciatura
- Juan Pedro Hernández, Esther Martín e Mercedes Paradela - Il cane dell'ortolano (El perro del hortelano)
- Juan Pedro Hernández, Ana Lozano, Esther Martín e Manolo García - Libertarias
- Paca Almenara e Alicia López - La Celestina

### Miglior sonoro
- Daniel Goldstein, Ricardo Steinberg e Alfonso Pino - Tesis
- Carlos Faruolo, Ray Gillón e Antonio Bloch - Il cane dell'ortolano (El perro del hortelano)
- Carlos Faruolo, Ray Gillón e Ricard Casals - Libertarias

### Migliori effetti speciali
- Reyes Abades e Ignacio Sainz Pastor - Tierra
- Reyes Abades - Libertarias
- Patrick Vigne, Jonathan Stuart e Marcus Wookey - La lengua asesina

### Miglior film europeo
- Segreti e bugie (Secrets & Lies), regia di Mike Leigh
- Lo sguardo di Ulisse (To Vlemma tou Odyssea), regia di Theo Angelopoulos
- Le onde del destino (Breaking the Waves), regia di Lars von Trier

### Miglior film straniero in lingua spagnola
- Sol de otoño, regia di Eduardo Mignogna
- Pon tu pensamiento en mí, regia di Arturo Sotto Díaz
- Sin remitente, regia di Carlos Carrera

### Miglior cortometraggio di finzione
- La viga, regia di Roberto Lázaro
- David, regia di Carlos Sans
- El tren de las ocho, regia di Esteban Requejo
- Esposado, regia di Juan Carlos Fresnadillo
- La gotera, regia di Grojo e Jorge Sánchez Cabezudo

### Miglior cortometraggio documentario
- Virgen de la alegría, regia di José Manuel Campos

### Miglior cortometraggio d'animazione
- Pregunta por mí, regia di Begoña Vicario
- Esclavos de mí poder, regia di Mercedes Gaspar
- Mater Gloriosa, regia di Armando Pereda

### Premio Goya alla carriera
- Miguel Picazo